# Oubliehoren
De oubliehoren (Retusa obtusa) is een slakkensoort uit de familie van de Retusidae. De wetenschappelijke naam van de soort werd in 1803 voor het eerst geldig gepubliceerd door George Montagu.

## Beschrijving
Het slakkenhuisje van de oubliehoren is tot 7 mm groot. Het is wit tot licht geel van kleur met een geelbruine opperhuid, soms bedekt met een roestbruine aanslag. Het cilindervormige huisje heeft 5-6 vlakke windingen, waarbij de laatste veel grotere winding de voorgaande winding insluit. De top (apex) steekt nauwelijks boven de schelp uit. De mondopening is langwerpig, ca 90% van de totale schelphoogte. Er is geen navel en geen operculum aanwezig. Het oppervlak is glad met alleen groeilijnen. Dier heeft een breed kopschild, maar geen parapodiën. Het kopschild loopt naar achteren in twee zijwaartse punten uit. Aan de voorrand is het iets naar binnen gebogen. De ogen liggen op het kopschild.

## Verspreiding
Deze soort komt veel voor in de noordelijke delen van de Atlantische Oceaan, zowel in de oostelijke als in de westelijke Atlantische Oceaan, de Middellandse Zee, het Engelse Kanaal, de Noordzee en de westelijke Oostzee. Het is ook gemeld uit North Carolina en uit Alaska in de Stille Oceaan. In Nederland komt deze soort algemeen voor in de Noordzee (van 0 tot 60 meter), de Waddenzee, de Ooster- en Westerschelde en Grevelingenmeer.
Het leeft hij voornamelijk in zand- en slibgronden, waar hij zich net onder het oppervlak door het sediment heen graaft. De soort voedt zich met aas, plantenresten en wadslakjes (Hydrobia ulvae), die in hun geheel worden doorgeslikt.